# 帕普多

帕普多（西班牙語：Papudo），是智利的城鎮，位於該國中部瓦爾帕萊索大區的佩托爾卡省，始建於1857年，面積165.5平方公里，海拔高度145米，2012年人口5,026人，人口密度每平方公里30人。
32°31′S 71°27′W / 32.517°S 71.450°W